# Copley Fielding
Anthony Vandyke Copley Fielding, vooral bekend onder de aanduiding Copley Fielding (Sowerby Bridge, West Yorkshire, 22 november 1787 - Worthing, West Sussex, 3 maart 1855) was een Engels kunstschilder en aquarellist afkomstig uit de kunstenaarsfamilie Fielding.
Het gezin Fielding bestond uit vader Nathan Theodore Fielding, die portret- en landschapschilder was, en vijf zoons en een dochter, die allen in zijn voetsporen volgden en nauw met elkaar samenwerkten, waardoor de verschillende werken vaak moeilijk van elkaar te onderscheiden zijn. Copley Fielding, die de derde zoon was, zou de bekendste en ook meest productieve telg worden. Hij werd naar Anthony van Dyck en John Singleton Copley genoemd..
Zijn eerste lessen kreeg hij van zijn vader. Hij werkte nauw met hem samen en ondernam verschillende reizen met hem, onder meer naar Liverpool en Wales. Al vroeg specialiseerde hij zich onder invloed van Richard Wilson en John Varley in de aquarelkunst en zou zich daar verder ook op toeleggen. In 1813 trouwde hij met Susannah Gisborne, een schoonzus van Varley.
In 1810 stelde Fielding werk tentoon bij de Royal Watercolour Society. In 1813 werd hij lid van de organisatie en in 1831 werd hij benoemd tot president, wat hij voor de rest van zijn leven zou blijven. Vanaf 1816/1817 verbleef hij afwisselend in Londen en Brighton. Zijn verblijf aan de zuidkust van Engeland werd mede ingegeven door de gezondheidstoestand van zijn vrouw. In deze periode ging hij zich toeleggen op zeegezichten. In 1824 won hij een gouden medaille in de Parijse salon, samen met Richard Parkes Bonington en John Constable.
Hij gaf ook lessen en werd, mede door de populariteit van zijn werk, een welgesteld man. Zijn werk wordt gekenschetst als elegant, hoewel hij zichzelf in latere jaren in toenemende mate ging herhalen. Werk van Copley Fielding is verspreid over vele musea wereldwijd, waaronder het Louvre, de Tate Gallery en het Victoria and Albert Museum.